# Russkie vedomosti

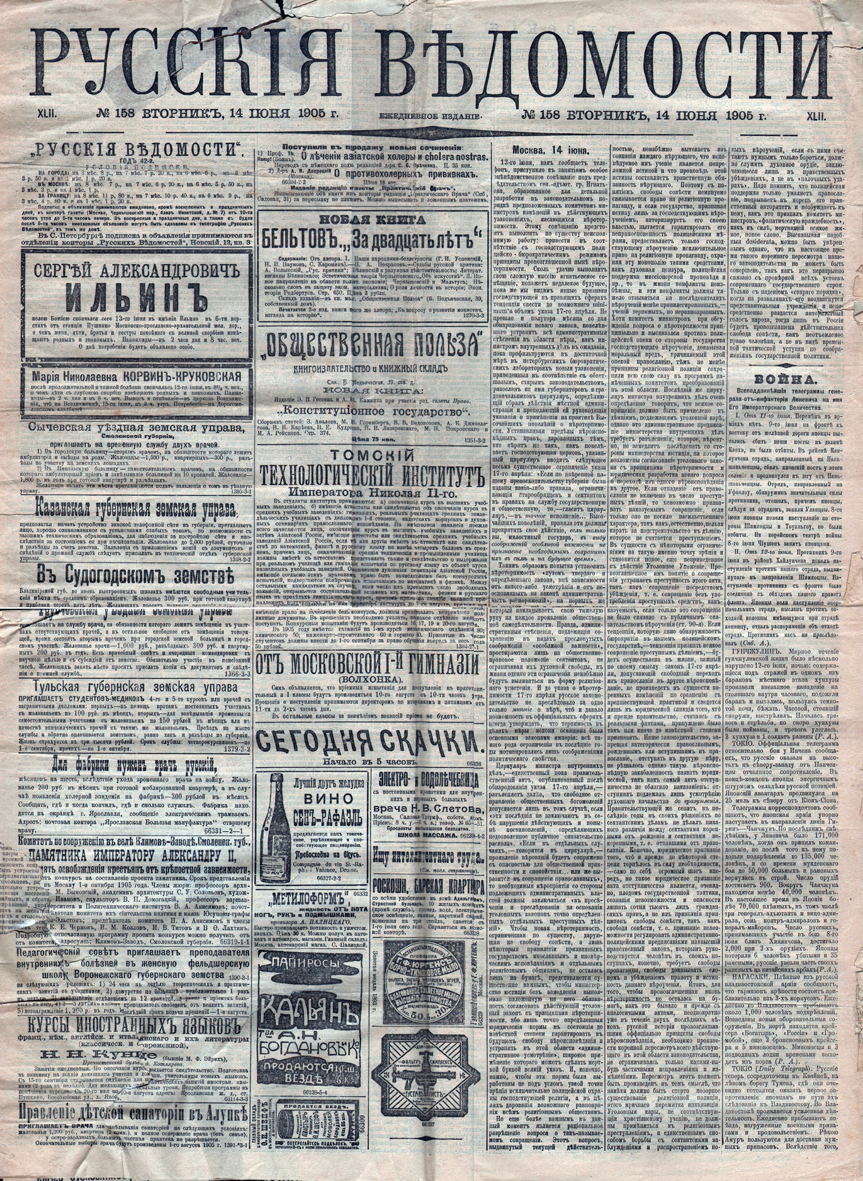
Russkie vedomosti, un numero del 1906

Russkie vedomosti (traslitterazione del cirillico: Русские ведомости; in lingua italiana: La gazzetta russa) è stato un quotidiano russo, pubblicato a Mosca  (Impero russo) dal 1863 al marzo 1918.

## Storia
Fondato nel 1863 dal letterato Nikolaj Filippovič Pavlov (1803-1864) fu dapprima una rivista politico-letteraria a periodicità trisettimanale. Alla morte di Pavlov, divenne direttore Nikolaj Semënovič Skvorcov (1839-1882) il quale nel 1868 lo trasformò in quotidiano con posizioni più liberali di quelle dell'altro quotidiano moscovita, il conservatore  La gazzetta moscovita (in russo Московские ведомости?, Moskovskie vedomosti).
Per le sue posizioni il giornale ha subito ripetutamente sequestri e sospensioni (nel 1870, 1871, 1873, 1901, 1905-6). Si avvicinò infine al Partito dei cadetti. Fu soppresso dopo la rivoluzione d'ottobre, nel 1918, in seguito a un articolo di B. Savinkov che comportò la condanna e incarcerazione del suo ultimo direttore P. V. Egorov.